# Koos Schouwenaar (burgemeester)
Jacobus Marinus (Koos) Schouwenaar (Rotterdam, 13 mei 1947 – Middelburg, 13 juli 2025) was een Nederlands politicus van de Volkspartij voor Vrijheid en Democratie (VVD). Hij was van 2011 tot 2019 lid van de Eerste Kamer en was lange tijd burgemeester.

## Biografie
Koos Schouwenaar werd geboren als zoon van het latere Tweede Kamerlid Arie Jan Schouwenaar en de latere minister van Maatschappelijk Werk Jo Schouwenaar-Franssen. Na afronding van het gymnasium aan het Nieuwe Lyceum in Bilthoven volgde hij een militaire opleiding aan het Koninklijk Instituut voor de Marine te Den Helder. Van 1968 tot 1976 was hij officier bij de Koninklijke Marine. Tegelijkertijd studeerde hij rechtsgeleerdheid aan de Universiteit Utrecht van 1970 tot 1975, waarbij hij zich specialiseerde in het staatsrecht.
Na zijn carrière als officier ging hij werken bij de gemeente Tubbergen, waar hij chef van de afdeling algemene zaken ter secretarie was tot zijn benoeming op 1 januari 1979 als burgemeester van Venhuizen. Bij de gemeentelijke herindeling van West-Friesland op die datum was het grondgebied en het aantal inwoners van de gemeente Venhuizen fors toegenomen. Zeven jaar later werd Schouwenaar burgemeester van Castricum en twaalf jaar later van Maarssen. Vanaf januari 2002 was hij burgemeester van Middelburg. In die periode werd hij, net als eerder zijn moeder, ook lid van de Eerste Kamer. Wegens het bereiken van de pensioengerechtigde leeftijd legde Schouwenaar per 1 mei 2012 zijn burgemeestersambt neer.
Schouwenaars dochter Frederiek werd in 2023 burgemeester van de gemeente Veere.
Koos Schouwenaar overleed op 13 juli 2025 op 78-jarige leeftijd.